# منطقه تاریخی کامپو–اوونوک
منطقه تاریخی کامپو-اوونوک (به انگلیسی: Compo–Owenoke Historic District) یک منطقهٔ مسکونی در ایالات متحده آمریکا است که در وستپورت، کنتیکت واقع شده‌است.